# Цефалотин
Цефалоти́н — антибіотик з групи цефалоспоринів І покоління для парентерального застосування. Є першим антибіотиком для клінічного застосування з групи цефалоспоринів, який був уперше отриманий компанією «Eli Lilly» у 1964 році.

## Фармакологічні властивості
Цефалотин — антибіотик широкого спектра дії. Препарат належить до бактерицидних антибіотиків, дія якого полягає в порушенні синтезу клітинної стінки бактерій. До препарату чутливі наступні збудники: стафілококи, стрептококи, сальмонели, клебсієли, Haemophilus influenzae, Escherichia coli, Bacillus anthracis, Corynebacterium diphtheriae, шигели, спірохети, нейсерії, лептоспіри. По активності до грамнегативних бактерій препарат поступається цефазоліну. До препарату нечутливі Pseudomonas spp., Proteus spp., туберкульозна паличка, анаеробні бактерії.

### Фармакодинаміка
Цефалотин при парентеральному застосуванні швидко розподіляється в організмі. Препарат виявляється в крові через 30—60 хв. після внутрішньом'язового застосування. При внутрішньовенному введенні біодоступність препарату становить 100 %. Цефалотин створює високі концентрації у більшості тканин та рідин організму. Препарат проходить через плацентарний бар'єр та виділяється в грудне молоко. Цефалотин не метаболізується, виводиться із організму в незміненому вигляді. У крові препарат виявляється протягом 4—6 годин. Період напіввиведення цефалотину збільшується при порушенні функції нирок.

## Показання до застосування
Цефалотин показаний при інфекційних ураженнях, які спричинюють чутливі до антибіотика мікроорганізми — при інфекціях верхніх і нижніх дихальних шляхів, сечовидільних шляхів та малого таза, шкіри та м'яких тканин, кісток і суглобів (в тому числі остеомієліті), ендокардиті, сепсисі, перитоніті, середньому отиті, маститі, ранових та післяопікових інфекціях, післяопераційних інфекціях.

## Побічна дія
При застосуванні цефалотину спостерігалися наступні побічні ефекти:
- Алергічні реакції — часто висипання на шкірі, свербіж шкіри, кропив'янка, гарячка; рідко набряк Квінке, анафілактичний шок.
- З боку травної системи — часто дисбіоз, діарея, нудота, блювання, біль в животі, у окремих випадках — псевдомембранозний коліт.
- Зміни в аналізах — рідко еозинофілія, лейкопенія, нейтропенія, тромбоцитопенія, апластична анемія, гемолітична анемія, підвищення рівня креатиніну, сечовини, активності амінотрансфераз і лужної фосфатази в крові.
- Місцеві реакції — часто болючість у місці введення, поява інфільтрату у місці введення, флебіти та парафлебіти.

Найчастішими побічними реакціями при застосуванні цефалотину були реакції з боку сечовидільної системи. Часто спостерігається нефротоксична дія, підвищується рівень сечовини та креатиніну в крові, при порушенні функції нирок збільшується період напіввиведення препарату. Нефротоксичну дію цефалотину частіше спостерігають у хворих з порушеннями функції нирок та при сумісному застосуванні препарату із петлевими діуретиками, аміноглікозидами та поліміксином.

## Потипокази
Цефалотин протипоказаний при підвищеній чутливості до β-лактамних антибіотиків, при сумісному застосуванні із петлевими діуретиками, аміноглікозидами та поліміксином. З обережністю застосовують при годуванні грудьми та при вагітності. Препарат не рекомендований при нирковій недостатності.

## Форми випуску
Цефалотин випускався у вигляді порошку в флаконах для ін'єкцій по 0,5;1,0 та 2,0 г. Станом на 2014 рік в Україні цей препарат не зареєстрований.